# ウィリアム・ゴドウィン

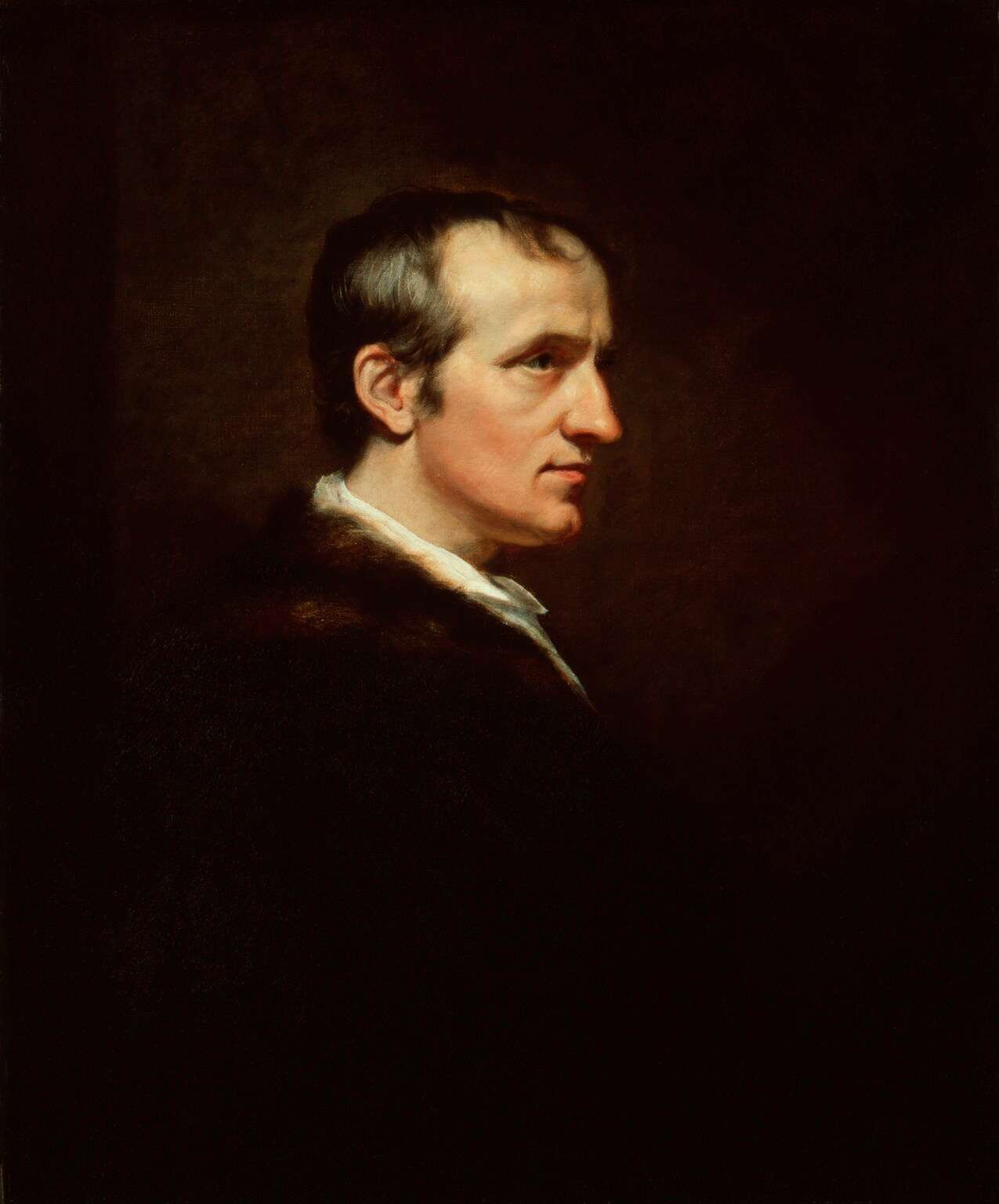
W・ゴドウィン

ウィリアム・ゴドウィン（英: William Godwin, 1756年3月3日 - 1836年4月7日）は、イギリスの政治評論家・著作家。功利主義の最初の提唱者のひとりであり、近代無政府主義の先駆者。最初の妻は女権論者のメアリ・ウルストンクラフト。2人の間に生まれた娘は、小説『フランケンシュタイン』の作者であり、詩人シェリーの妻であるメアリ・ウルストンクラフト・ゴドウィン（メアリ・シェリー）。二番目の妻は最初期の女性出版人で翻訳者のメアリ・ジェーン・クレアモントで、メアリ・ジェーンの連れ子であるクレア・クレアモントは後に詩人バイロン卿の娘を産んだ。ゴドウィンはイギリス文学とその文化に多大な影響を与えてきた。

## 年譜
- 1756年3月3日、グレートブリテン王国イングランドのケンブリッジシャー州ウィズビーチでカルヴァン派（サンデマン主義）の牧師の子として誕生。

一時牧師をするが、フランス啓蒙思想に接して信仰に揺さぶりをかけられた。
- 1782年にロンドンに出て牧師を辞め文筆生活に入る。百科全書派をイギリスへ紹介し、優れたジャーナリストとなる。
- 1783年彼の最初の著作は、匿名でに出版された『チャタム卿の生涯』（Life of Lord Chatham）である。

1785年までに書かれた3つの小説は今では忘れられている。
- 1793年フランス革命直後、ゴドウィンの最も成功した著作『政治的正義』（Enquiry concerning Political Justice, and its Influence on General Virtue and Happiness 直訳すると『政治的正義に関する論考と、一般的美徳や幸福へのその影響』）が四つ折り版2冊で、3ギニーという値段で売り出された。英国制にとって危険な思想であるため出版に対する検閲はあったものの、高価な専門書であることから市販されるに至った。しかし、当局の想定とは異なり、労働者たちは資本を出し合って購入し、これを読み漁ったという。たちまち著者は当時の最も有力な社会哲学者として知られるようになり、その本はミルトンの『言論・出版の自由 アレオパジティカ』やロックの『教育論』、ルソーの『エミール』に並ぶ地位を与えられた。サウジーやコールリッジ、ワーズワースのような青年詩人は当時大学生であったが、この本をむさぼり読み、政治教育の糧とした。『政治的正義』は4版を重ね、フランス革命の余波がイギリスで拡大し、首相ピットが騒擾の鎮圧に乗り出すようになり、ゴドウィンは政府や財産への攻撃を第2版後はゆるめた。
- 1794年、社会派サスペンス小説の古典となった『ケイレブ・ウィリアムズ』（Things As They Are; or The Adventures of Caleb Williams 直訳すると『あるがままの物事、或いはケイレブ・ウィリアムズの冒険』）出版。
- 1797年、ゴドウィンは、メアリ・ウルストンクラフトと結婚し教会で結婚式を挙げた。夫妻は結婚制度の廃止を唱道する者であったが、生まれてくる子どものために論を翻したと主張されている。同年8月30日 ロンドンで、娘メアリ・ウルストンクラフト・ゴドウィン(後の作家メアリ・シェリー)が生まれた。同年9月10日、38歳でメアリ・ウルストンクラフトが産褥熱のため死亡。同年、ジャン＝ジャック・ルソーの『エミール』への批判を意識しつつ、彼のアナキズム教育思想を展開した論文集『探求者―教育、礼儀、文学の省察』（The Enquirer; Reflections on Education, Manners, and Literature）出版。
- 1801年12月21日、隣人であったメアリ・ジェーン・クレアモントと再婚した。メアリ・ジェーンは後に『スイスのロビンソン一家』を英訳して出版したことで知られている。
- 1805年、ゴドウィン夫妻は子ども向けの本を専門に扱う本屋と出版社MJ Godwin & Co.（この屋号は1807年以降のもの）を開いた。この事業はウィリアムではなくメアリ・ジェーンが経営していた[1]が、1822年に倒産した。
- 1832年9月8日、メアリ・ジェーンとの間の一人息子で新聞記者・作家であった小ウィリアム・ゴドウィン（英語版）をコレラで亡くす[2]。1834年に、自らの最後の著書である『ネクロマンサーの伝記』を出版し、翌年1835年には亡子である小ウィリアムのミステリー小説『輸血』（Transfusion）にメモリアルの前書きをつけて出版した。
- 1836年4月7日、窮迫のうちに死亡。彼が育てた5人の子どものうち2人は既に亡くなっており、さらに2人が海外在住だったため、メアリー・シェリーが晩年のウィリアムの世話をした。

他の著作に回想『メアリ・ウルストンクラーフトの思い出』（en:Memoirs_of_the_Author_of_A_Vindication_of_the_Rights_of_Woman）があるが、本書はあまりの率直な描写により激しい批判を受け、嘲笑された。

## 思想
カルヴァン派の牧師であった経歴はゴドウィンを理解する場合重要である。神の王国が倫理的共産主義である。外的世界の印象が、人間の心を善くも悪くもする。しかし権力と暴力に基づいた政府は、正義や幸福に反するすべての制度を温存させ、自由を阻害する。このような政府は、罪悪であり反自然である。
このような前提により、ゴドウィンは政府のない社会・富の平等な分配を要求する。しかし、その手段としては理性と説得により社会の成員の合理的な同意を得ることしか提示せず、「貧困」の問題については何らの重要性もおいていない。食糧や財よりも、個人の知性・道徳を進歩させるための「余暇」を真の富だと、ゴドウィンは考えていた。この抽象的な経済観念に対し、直接にはゴドウィンが1797年に出版した『研究者（The Enquirer）』中の「貪欲と浪費」という論文に対し、経済学者マルサスが『人口論』を書いて、富の平等な分配が不可能であると論じたことは有名である。

## 日本語訳・参考文献
- 松本悟朗 訳 『社会思想全集 第32巻 政治的正義に関する研究』 平凡社, 1929年
- 加藤一夫 訳 『政治的正義』 春秋社 1930年
- 白井厚 訳 『政治的正義（財産論）』 陽樹社 1973年
- 白井厚 訳 『メアリ・ウルストンクラーフトの思い出―女性解放思想の先駆者』 未来社 1970年
- 片岡徳雄・住岡英毅・山根祥雄 訳 『探究者―アナキズム教育論の源流』 黎明書房 1977年
- 岡照雄 訳 『ケイレブ・ウィリアムズ』 国書刊行会 1982年

- 玉井茂 著 「ウイリアム、ゴドウインの思想」 『人口思想史論』所収 清水書店,1926年
- 園田実 著「ウイリアム・ゴドウインの出現」 『社会主義経済学概論 3版 真光社, 1947年
- 吉田忠雄 著 「ウィリアム・ゴドウィン」 『社会主義と人口問題』所収 社会思想研究会出版部, 1959年
- 白井厚 著 『ウィリアム・ゴドウィン研究』 未来社 1964年,1972年
- 村上至孝 著 「ウィリアム・ゴドウィン『政治的正義論』」 『長編詩人ワーヅワス』所収 創文社, 1966年
- 白井厚 著 「ウィリアム・ゴドウィンとロバアト・オウエン」『ロバアト・オウエン論集』所収 家の光協会, 1971年
- ピーター・シンガー 著 「ウィリアム・ゴドウィンと公平主義倫理の擁護」 『人命の脱神聖化』 晃洋書房, 2007年
- 小川公代 著「ウィリアム・ゴドウィンのゴシック小説再考」『脱領域・脱構築・脱半球 = EXTRATERRITORIAL,DECONSTRUCTIVE,TRANS-HEMISPHERIC : 二一世紀人文学のために』 小鳥遊書房, 2021年